# Ryngieliszki
Ryngieliszki – dawna wieś. Tereny, na których leżała, znajdują się obecnie na Białorusi, w obwodzie witebskim, w rejonie brasławskim, w sielsowiecie Ciecierki.

## Historia
W czasach zaborów w powiecie dzisieńskim, w guberni wileńskiej Imperium Rosyjskiego.
W latach 1921–1945 wieś leżała w Polsce, w województwie wileńskim, w powiecie dziśnieńskim (od 1926 w powiecie brasławskim), w gminie Jody.
W 1931 w 6 domach zamieszkiwało 31 osób.